# Włodzimierz Krakus
Włodzimierz Krakus (ur. 29 czerwca 1950 w Gdańsku) – polski basista, wokalista, kompozytor, aranżer, producent muzyczny, realizator dźwięku, menedżer.

## Życiorys
Urodził się w Gdańsku, gdzie jego ojciec pełnił służbę jako wojskowy w Marynarce Wojennej. W związku z jego przeniesieniem do pracy w Śląskim Okręgu Wojskowym, zaledwie 4-letni Włodzimierz przeniósł się wraz z rodzicami do Wrocławia z którym związał się na stałe. Absolwent Państwowej Szkoły Muzycznej I st. w klasie skrzypiec. W tym okresie grywał na perkusji w lokalnych grupach bigbitowych. Począwszy od końca lat 60. przewinął się przez czołowe wrocławskie zespoły rockowe, takie jak: HEY, Pakt, Nurt, Romuald & Roman, a także Kabaret „Pod Jaworami”. Ponadto był członkiem, współzałożycielem, założycielem i liderem zespołów: Hokus, polsko-NRD-owskich grup Romana Runowicza Katja, Roman & Co. i Roman Inc., Dyliżans Generała, Kameleon, Transport Band, Wrocław Band, Grupa Market, OZZY, Pazur, Blue Expierience, Lucky Lol, Sekret z którego później wyłonił się Joint Venture, zespół, który w latach 90. stał się synonimem solowych dokonań basisty. Ponadto muzyk brał udział w projekcie Blues – Rock Guitar Workshop. Pracował również jako realizator dźwięku w Polskim Radio Wrocław. Jest kompozytorem, bądź współkompozytorem m.in. takich utworów jak: Pół godziny z tobą (muz. W. Krakus, sł. A. Kuryło – voc. W. Krakus) i Zębate koła czasu (muz. W. Krakus, sł. L. Kot) z rep. Paktu; Ta nasza miłość to jakby nic (muz. W. Krakus, sł. Z. Laskowik) z rep. Beaty Andrzejewskiej i Kameleona; Obłęd (muz. W. Krakus, sł. R. Skalski) z rep. Transport Bandu; Obcy raj, obce niebo (muz. W. Krakus, sł. M. Wojtaszewska – b. voc. W. Krakus), List do Luizy (muz. W. Krakus, sł. B. Olewicz), Oliviera (muz. R. Frey, W. Krakus, sł. B. Olewicz) z rep. grupy OZZY. W swojej długoletniej, bogatej karierze zetknął się z wieloma muzykami i artystami. Współpracował, bądź współpracuje nadal m.in. z Lesławem Kotem, Jackiem Krzaklewskim, Aleksandrem Mrożkiem, Romanem Wojciechowskim, Jerzym Kaczmarkiem, Stanisławem Kasprzykiem, Janem Borysewiczem, Romualdem Freyem, Ireneuszem Nowackim, Jackiem Ratajczykiem, Elżbietą Jodłowską, Beatą Andrzejewską, Danutą Morel, Ewą Bem, Andrzejem Zauchą, Kabaretem Elita, Leszkiem Cichońskim, Markiem Popowem, Andrzejem Ryszką, Tadeuszem Nalepą, Jerzym Piotrowskim, Wojciechem Karolakiem, Januszem Konefałem, Zbigniewem Czwojdą, Małgorzatą Samobrską, Mieczysławem Jureckim, Steve’em Morse’em, Carlosem Johnsonem, Pistol Pete’em, Kennym Carrem, Stanem Skibbym, a także z zespołem Dżem i okazjonalnie z punkową grupą Prawda. Na przestrzeni lat występował na festiwalach: Jazz nad Odrą, Jazz Jamboree, Międzynarodowa Wiosna Estradowa, Muzyczny Camping w Lubaniu, Rockowisko, Rawa Blues, Blues nad Bobrem, Blues Brothers Day czy własny Wrocław Blues Festival. W latach 90. przez kilka lat mieszkał w Stanach Zjednoczonych i grał w tamtejszych klubach z Urszulą i Stanisławem Zybowskim, a także organizował trasy koncertowe SBB i Tercetu Egzotycznego. Ponadto koncertował w krajach Europy, Kanadzie i ZSRR. Od 2008 roku jest właścicielem istniejącego od 1996 klubu muzycznego „Liverpool” we Wrocławiu. W latach 2001–2016 był członkiem Tercetu Egzotycznego. W 2010 roku otrzymał Nagrodę Muzyczną „Fryderyk” w kategorii Najlepsza bluesowa płyta roku za wydawnictwo (CD+DVHD) pt. Live in Poland, sygnowane nazwą Carlos Johnson & Joint Venture with special guest Wojciech Karolak i Srebrny Krzyż Zasługi przyznany mu przez Prezydenta Rzeczypospolitej Polskiej.

## Dyskografia

### Albumy solowe
- 1993: Joint Venture – Blues Rock! (MC, MAKSEL.SC – MPC.Q8)[10]
- 1996: Joint Venture – Kto to wie? (CD, KK Music – KKCD 001)